# Conarium
Conarium è un videogioco di avventura horror lovecraftiano, ispirato al romanzo di H.P. Lovecraft Alle Montagne della Follia . Il gioco è stato sviluppato dallo studio di produzione turco Zoetrope Interactive, pubblicato dall'editore di giochi olandese Iceberg Interactive ed è stato rilasciato per la prima volta nel giugno 2017.

## Prologo
Il gioco segue le vicende di quattro scienziati nel loro tentativo di sfidare quelli che normalmente vengono considerati i limiti della natura. Gli scienziati hanno infatti cercato di trascendere la coscienza umana tramite l'uso di un dispositivo chiamato Conarium.
Il giocatore controlla Frank Gilman, uno dei quattro scienziati impegnati nella spedizione in Antartide. All'inizio del gioco Gilman si sveglia da solo a Upuaut, una base di ricerca situata in Antartide. La stanza in cui si sveglia presenta un dispositivo misterioso sul tavolo che emette strani rumori e luci pulsanti. Gilman non ha idea di cosa sia questo dispositivo, né ha alcun ricordo di ciò che è successo prima che svenisse.
Scopre così la base di ricerca abbandonata, constatando che non vi è alcuna traccia degli altri scienziati. Gilman deve dunque scoprire cosa è successo ai colleghi esplorando la base antartica e i suoi dintorni. Durante la ricerca, egli sperimenta strane visioni e sogni che sembrano ricordi che non riesce a collocare.

## Modalità di gioco
I giocatori, in prima persona, devono esplorare la base antartica per risolvere il mistero di ciò che è accaduto agli altri membri della spedizione. Questo obiettivo viene raggiunto esplorando l'ambiente circostante e risolvendo enigmi. I giocatori possono trovare e consultare annotazioni, diari e altri documenti.

## Sviluppo
Conarium è stato sviluppato da Zoetrope Interactive, uno studio di sviluppo turco indipendente composto da tre membri: Galip Kartoğlu, Onur Şamlı e Oral Şamlı. Essi, in precedenza, hanno lavorato a Darkness Within: In Pursuit of Loath Nolder e Darkness Within 2: The Dark Lineage, anch'essi pubblicati da Iceberg Interactive. Conarium era stato originariamente annunciato come "Mountains of Madness" nel 2015 . La Iceberg Interactive ha firmato il gioco nel luglio 2016 , che è stato rilasciato nel luglio 2017 per Microsoft Windows .
Le versioni per Linux e MacOS sono state rilasciate il 5 febbraio 2018 .
Conarium è stato creato sfruttando l'Unreal Engine 4 . Dal momento che è stato ben accolto dai giocatori per PC, il 12 febbraio 2019 il gioco è stato rilasciato per console (PlayStation 4 e Xbox One) .

## Accoglienza
Attualmente, Conarium detiene un punteggio medio ponderato di 71/100 su Metacritic, basato su 23 recensioni . The Telegraph ha elogiato il gioco per le sue atmosfere lovecraftiane: "è raro fare un viaggio nel mondo del mito di Cthulhu che rimanga così fedele all'atmosfera senza essere ridondante, e solo per questo Conarium è un must per i fan del tizio coi tentacoli e dei suoi amici misteriosi" e gli ha assegnato quattro stelle su cinque . Philip Kollar del Polygon ha notato come il gioco "avrebbe potuto spingersi più in profondità, ma rimane fedele allo spirito del lavoro di Lovecraft" conferendogli un punteggio di 7.5 su 10 . Chris Shive di Hardcore Gamer ha recensito positivamente il gioco e ha richiamato l'attenzione sulla colonna sonora, osservando come "il soundtrack di Conarium crea un'atmosfera minacciosa e di terrore ed è efficace nel richiamare questo incubo ad occhi aperti lovecraftiano in cui Frank deve farsi strada" .
Conarium è stato presentato all'IndieCade Festival 2017 . Il gioco ha vinto il premio "Gioco dell'Anno" e "miglior Gioco per PC" alla cerimonia dei Kristal Piksel (Crystal Pixel) Video Game Awards 2017, una cerimonia di premiazione annuale per l'industria dei giochi turca .